# Эванс, Риан
Ри́ан Э́ванс (англ. Reanne Evans; род. 25 октября 1985) — английская профессиональная снукеристка. Самый титулованный игрок в женском снукере. Член Зала славы снукера с 2022 года.
Всего за карьеру она выиграла 29 рейтинговых турниров WLBSA, включая четырнадцать чемпионатов мира по снукеру среди женщин (в том числе одиннадцатикратная по версии WPBSA и трёхкратная по версии IBSF) в одиночном разряде и двукратная в смешанном разряде.
Кавалер ордена Британской империи (MBE).

## Карьера
В 2009 году Эванс была участницей чемпионата мира по снукеру с 6 красными, где пробилась в 1/16 финала, на групповом этапе обыграв трёхкратного на тот момент и действующего чемпиона мира Джона Хиггинса со счетом 4:3.
В 2014 году Риан Эванс в десятый раз подряд выиграла чемпионат мира среди женщин по версии WLBSA, в 2016 году — в одиннадцатый. Её победная серия в рамках турниров WLBSA составляла более 100 матчей.
На сезон 2010/11 Эванс получила уайлд-кард от руководства WPBSA для участия в мэйн-туре. Таким образом, она стала первой женщиной за последние 15 лет, игравшей в туре. Однако по итогам сезона Риан так и не выиграла ни одного матча, и выбыла из мэйн-тура. Она стала первой женщиной, которая прошла квалификацию и пробилась в основной этап рейтингового турнира — Wuxi Classic в 2013-м. В 2015 году принимала участие в квалификации к чемпионату мира среди профессионалов. В первом круге квалификации Эванс уступила экс-чемпиону мира Кену Доэрти со счётом 10:8. В 2017 году Риан вновь получила право выступить в квалификации чемпионата мира. На этот раз она выступила немного лучше, обыграв в первом раунде финского профессионала (69-й рейтинг по окончании сезона 2016/2017) Робина Халла со счётом 10:8. Однако во втором раунде Эванс уступила другому профессионалу (81-й рейтинг по окончании сезона 2016/2017) — валлийцу Ли Уокеру — 6:10. Таким образом, снукеристке вновь не удалось пробиться в Крусибл.
По количеству титулов Эванс опережает всех снукеристок мира. Однако назвать её величайшим снукерным игроком всех времён среди женщин не позволяет тот факт, что достойные её и ныне действующие соперницы — соотечественницы Эллисон Фишер и Келли Фишер забросили снукер, давно переехали в США и играют в пул на высочайшем уровне. Кстати, свои поражения на чемпионатах мира 2002 и 2003 годов Рианн потерпела от Келли Фишер, оба раза со счётом 0:4. Келли после этого не играла на чемпионатах мира по снукеру. Кроме того, в последние годы в женском снукере появилась новая звезда — 26-летняя двукратная чемпионка мира по версии WLBSA — Ын Он Йе (Ng On Yee) из Гонконга. Риан Эванс дважды (2014, 2016) обыгрывала Ын Он Йе в финале и дважды уступала ей в полуфиналах (2015, 2017).

## Достижения в карьере
- Чемпионка мира по снукеру среди женщин по версии WLBSA — 2005—2014 и 2016 (полуфиналистка в 2002, 2003, 2015 и 2017);
- Чемпионка мира по снукеру среди женщин по версии IBSF — 2004, 2007—2008;
- Чемпионка мира по снукеру в миксте по версии WLBSA — 2008 (в паре с Нилом Робертсоном), 2009 (в паре с Майклом Холтом);
- Чемпионка Европы по снукеру среди женщин в личном зачёте — 2007, 2008 (финалистка — 2004);
- Чемпионка Европы по снукеру среди женщин в командном зачёте — 2004—2005, 2008—2009;
- World Ladies UK победительница — 2005—2010;
- World Ladies British Open победительница — 2004, 2006, 2009, 2010;
- World Ladies South Coast Classic победительница — 2007, 2009;
- World Ladies Masters победительница — 2007—2008, 2010;
- East Anglian Ladies победительница — 2006, 2008—2009;
- Connie Gough Memorial Trophy чемпионка — 2004, 2009, 2011.

## Личная жизнь
Была подругой известного снукериста — Марка Аллена. В 2005 году, находясь в отношениях с Алленом, она забеременела и выиграла чемпионат мира среди женщин 2006 года, будучи на седьмом с половиной месяце беременности; впоследствии она родила дочь Лорен. Эванс и Аллен прекратили свои отношения в 2008 году.